# Attila Petheő

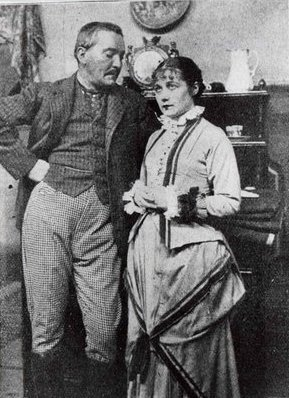
Móricz Zsigmond: Nem élhetek muzsikaszó nélkül. Attila Petheő și Erzsi Somogyi

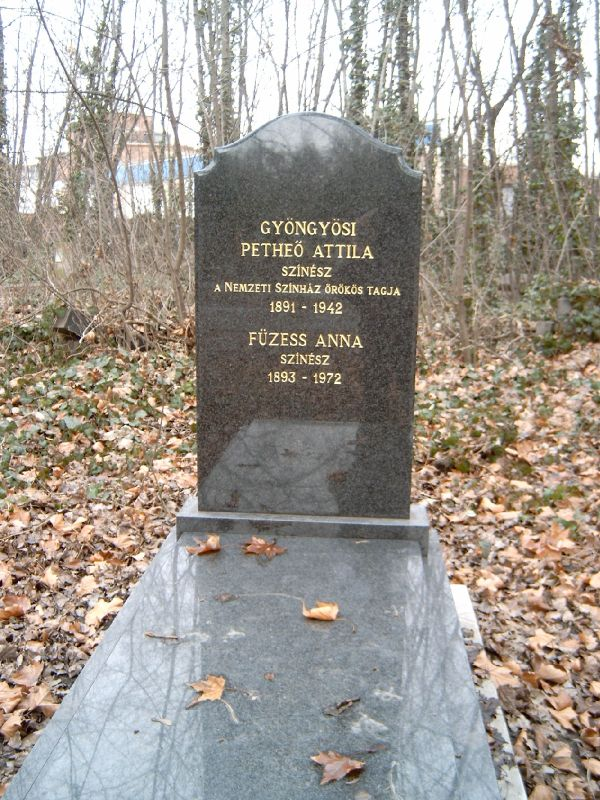
Mormântul actorilor Attila Petheő și Anna Füzess în Cimitirul Kerepesi din Budapesta: 49-1-47

Attila Petheő (n. 11 mai 1891, Budapesta, Austro-Ungaria – d. 26 mai 1942, Budapesta, Regatul Ungariei) a fost un actor maghiar de teatru și film.

## Viața
A studiat la școala de actorie a actriței Szidi Rákosi. În 1910 și-a început cariera la Teatrul Maghiar. Apoi a jucat la Szeged, apoi s-a întors la Budapesta, unde a jucat la Teatrul din Pesta și apoi la Teatrul Maghiar. Între anii 1914 și 1918 a efectuat serviciul militar. Și-a continuat apoi cariera la Teatrul Belváros, iar în 1922 a fost angajat la Teatrul Național. În 1939 a fost ales membru pe viață al instituției.

## Rolul în piese de teatru
- József Szigeti: Rang és mód - Barnai Gábor
- Ferenc Herczeg: A dolovai nábob leánya - Tarján Gida
- Zsigmond Móricz: Nem élhetek muzsikaszó nélkül - Balázs
- Kálmán Csathó: Az új rokon - Gedeon Mihály
- Ibsen: Nóra - Rank
- Dumas: Dama cu camelii - Duval Armand
- Dumas: A nők barátja - De Simros
- Ferenc Herczeg: A híd - Széchenyi István

## Filmografie
- Drótostót (1918)
- Jeruzsálem (1918)
- Az obsitos
- Az egér (1921)
- Az Aranyember (1936)
- Viki (1937)
- Maga lesz a férjem (1937)
- Fűszer és csemege (1939)
- A gorodi fogoly (1940)
- Vissza az úton (1940)
- Mindenki mást szeret (1940)